# Ceamașir, Ismail
Ceamașir reprezintă denumirea veche a satului care din limba tătarilor nohai semnifică - ”spălarea rufelor” (oastea tătărească ajungând în regiune, au sesizat că femeile spălau rufele pe malul lacului), prin urmare denumindu-l Ceamașir pentru a fi diferențiat de alte localități din preajmă. Într-o altă opinie, potrivit toponimului «Чемошур» reprezintă o versiune rusificată împrumutată din limba udmurtă (удмурт кыл, udmurt kıl, Udmurtia) «Чумошур» unde (чум) în traducere colibă vânătorească iar cuvântul (шур) ar fi pârîu/rîu sau lac, astfel, «pârîu/lac pe malurile căruia există o colibă vânătorească».Denumire schimbată de sovietici în anul 1947 Prioziornoe, în ucraineană Приозерне, transliterat: Prîozerne, în rusă Приозерное, transliterat: Priozernoe, în traducere aproximativă Malul Lacului) este un sat în comuna Șichirlichitai din raionul Ismail, regiunea Odesa, Ucraina.
Satul Ceamașir a fost întemeiat pe la 1790, pe locul seliștei unui sat tătar cu același nume Tchumatchur (în harta România, tipărită la 30 martie 1856, de către Druck von C. Flemming in Glogau), preponderent fiind locuit de români numiți și mocani transilvăneni (Munteanu, Novac, Nacu, Bîzu, Bondar, Boțu, Manole,Tabacaru) care veneau adesea cu turmele de oi la iernat datorită climei blînde și unele familii de ruteni (ruși carpatini) care se refugiau în pribegie.
Satul este situat la o distanță de 2 km de lacul Chitai, numit de băștinași ”ghiol” (din limba turcă semnifică pășuni mlăștinoase sau mlaștină cu stufăriș), localnicii având ca îndeletnicire de bază: pescuitul (negoțul cu pește viu, sărat și afumat), vînatul (căprioare, mistreți, vulpi, iepuri, vîdre de apă), agricultura (grîul, orzul, secara, meiul, porumb, floarea soarelui, vița de vie și livezile de mere), creșterea animalelor mici cornute (pentru carne, lapte, brînză sărată, lână și cojoace) și apicultura (faguri de miere și ceară). Negoțul era mai puțin dezvoltat însă puteau fi realizate în apropiere de tîrgurile din Cetatea Chilia sau la Cetatea Ismail (în vechime numită de moldoveni Smil) unde se opreau corăbiile sosite nu numai din porturile dinprejur ale Mării Negre, ci și din îndepărtatele porturi egiptene, venețiene și ragusane (astăzi în Croația sudică), care încărcau de aici miere de albine, ceară, piei de vite și ovine, blănuri de animale sălbatice. Turcii și tatarii, împărtășind credința musulmană, procurau adesea carnea de oi (numite turcește châvirgic), fiind pe placul turcilor mai mult decît oricare alta, atât pentru că carnea are un gust bun, cît și pentru că se mistuie ușor, fiind deosebit de întrebate în ajunul Kurban-Bairamului care marchează sfârșitul postului Ramadanului. 
În anul 1806 în Ceamașir locuiau 20 de familii de români iar în 1809 rămăseseră doar nouă familii. După război numărul locuitorilor a crescut mult, de pildă, în anul 1818 înregistra 568 de persoane, inclusiv 510 români iat în 1827 satul număra 399 de locuitori, inclusiv 344 români.Biserica Sf. Parascheva, din Ceamașir, a fost zidită în piatră în anul 1816. Iar la data de 8 noiembrie 1925 a fost inaugurată școla primară românească din comuna Ceamașir, județul Ismail.  
Bucatele tradiționale a localnicilor sunt: supa din carne de pui cu varză (cunoscută sub numele de borș); fasole făcăluite (tocate/pisate) cu ceapă prăjită; piftie (răcitură – gustare culinară rece); tăiței cu carne de pasăre; sarmale umplute cu carne și bucăți de slănină de porc învelite în frunză de viță de vie sau varză murată; mămăligă cu pește prăjit/brînză sărată de oi/jumări/smîntînă/varză murată cu ou încinsă la tigaie și mîncată cu mujdei de usturoi; populari sunt colțunașii umpluți cu brânză proaspătă, carne sau cartofi; învîrtita cu brănză și mărar; corasla la cuptor (laptele de vaci în primele zile după fătare amestecat cu făină și zahăr), și alte bucate împrumutate, bunăoară, bulgarii servesc mangea din legume uneori cu pește prăjit sau carne de pui, kavarma la rece, ardei grași (numiți ”chiperi dulci”) sau dovlecei prăjiți, în timp ce găgăuzii pregătesc shorpa (o supă de carne de oaie foarte condimentată preparată la foc) etc. 

## Demografie
Componența lingvistică a comunei Ceamașir
     Română (93,53%)
     Rusă (2,25%)
     Ucraineană (2,08%)
     Alte limbi (0,79%)
Conform recensământului din 2001, majoritatea populației comunei Ceamașir era vorbitoare de română (93,53%), existând în minoritate și vorbitori de rusă (2,25%) și ucraineană (2,08%).